# Handschellen

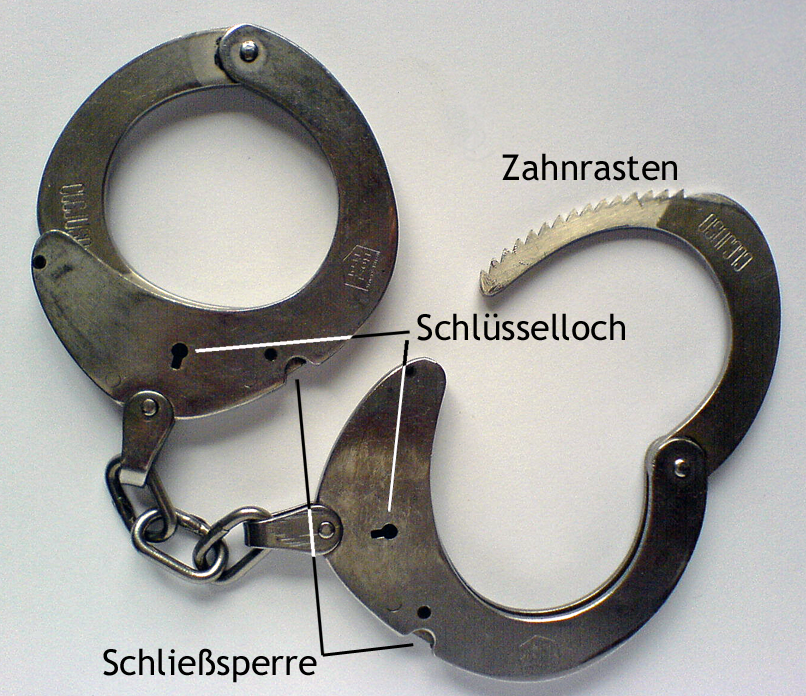
Handschellen, nach der Arretierung der Schließsperre kann der Bügel nicht weiter zugezogen werden.

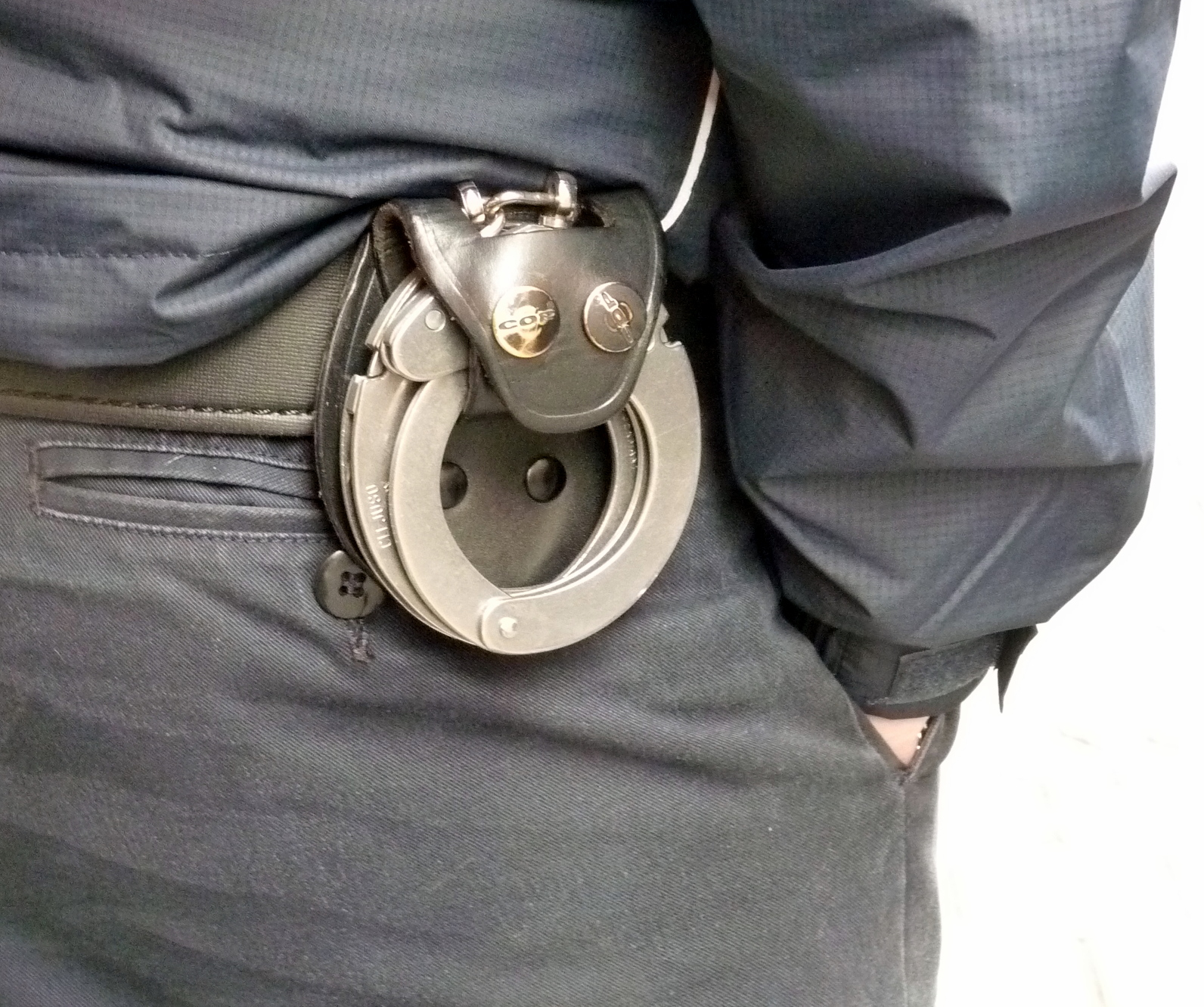
Handschellen in Halterung am Gürtel

Handschellen, auch Handfesseln oder Handschließen, im früheren Polizei- und Vollzugsdienst als Fesselzange (für beidarmige Fesselung) bezeichnet, umgangssprachlich auch Acht oder Achter genannt, dienen zur Fesselung der Hände von Personen. Sie bestehen aus zwei miteinander verbundenen Metallringen, welche um die Handgelenke gelegt werden. Die Sicherung findet bei modernen Varianten mittels Einrasten in einen Schließmechanismus statt, welche durch Schlüsseldrehung wieder entsperrt wird.

## Geschichte

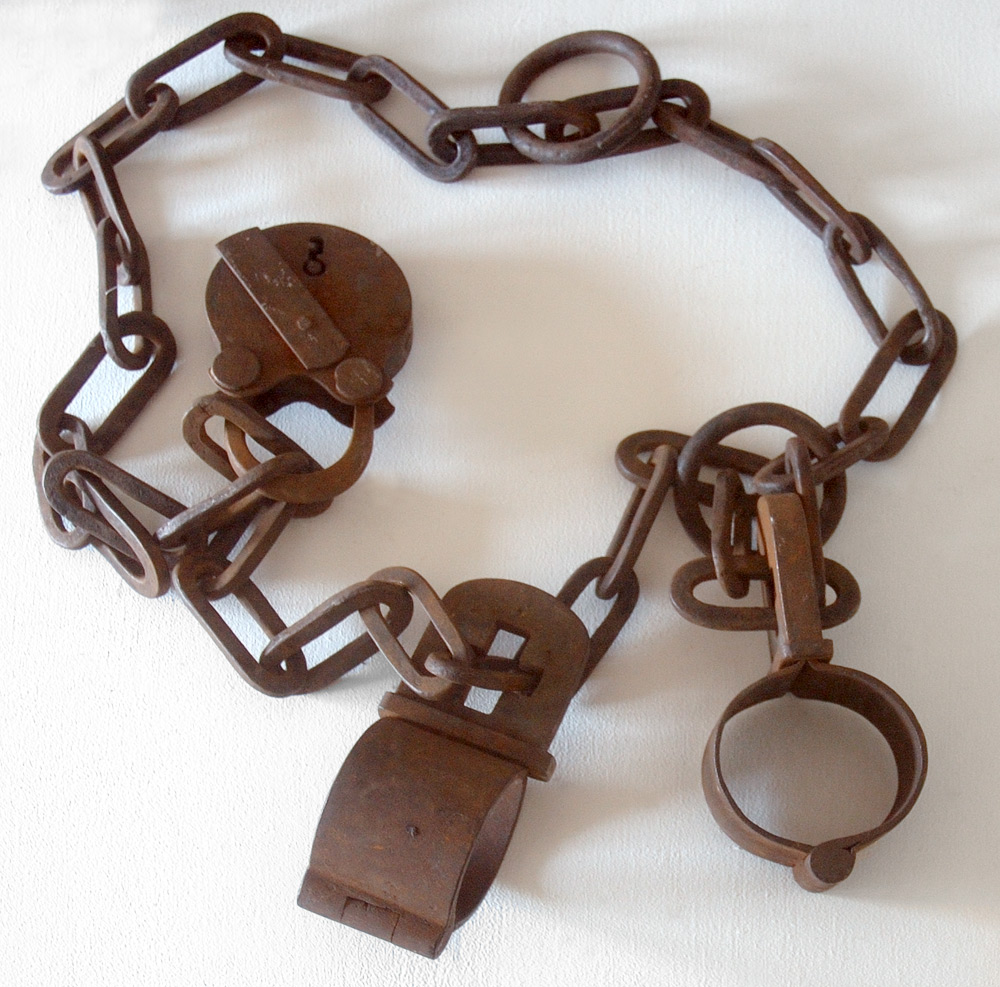
Mittelalterliches Modell

Im Mittelalter bestanden Handschellen aus je halbkreisförmig gebogenen Bandeisenhälften, die mit Schlössern oder einfachen mechanischen Vorrichtungen (wie gehämmerte Niete) fixiert wurden und mit einer Kette verbunden waren. Während im 19. Jahrhundert in Europa (insbesondere Großbritannien) noch hauptsächlich Handschellen mit außen liegendem Klappschloss mit federgelagertem Schraubgewinde (sogenannte Darby-Type-Fesseln) vorherrschten, wurden in den Vereinigten Staaten von Amerika ab den frühen 1860er Jahren mehr und mehr Handschellen mit „modernen“ Schlossmechanismen eingeführt. Erfinder und Hersteller wie John J. Tower und Edward D. Bean leisteten hier Pionierarbeit. Erste Handschellen mit mehreren Verschlusspositionen kamen ebenfalls im 19. Jahrhundert auf.
Am 20. Februar 1912 wurde das heute noch aktuelle Prinzip des Bügelarms, der um einen Drehpunkt durch einen am Schließgehäuse fest angebrachten Doppelbogen schwingt, in den USA patentiert.
Gegenwärtig im professionellen Einsatz verwendete Handschellen basieren in technischer Hinsicht überwiegend auf einem US-Patent vom 23. August 1932 von Harold Wesson/Peerless. Bei diesem wurde der interne Mechanismus im Vergleich zum älteren Patent neu konstruiert, hierbei vereinfacht und belastbarer gestaltet. Auch der bis heute in häufig unveränderter Form verwendete Arretierungsmechanismus für die eingerastete Schelle (double-lock) wurde hierin erstmals vorgestellt. Die bis heute allgemein geläufige äußere Formgebung der modernen Handschelle wurde ebenfalls maßgeblich durch diese Konzeption geprägt.

## Ausführungen

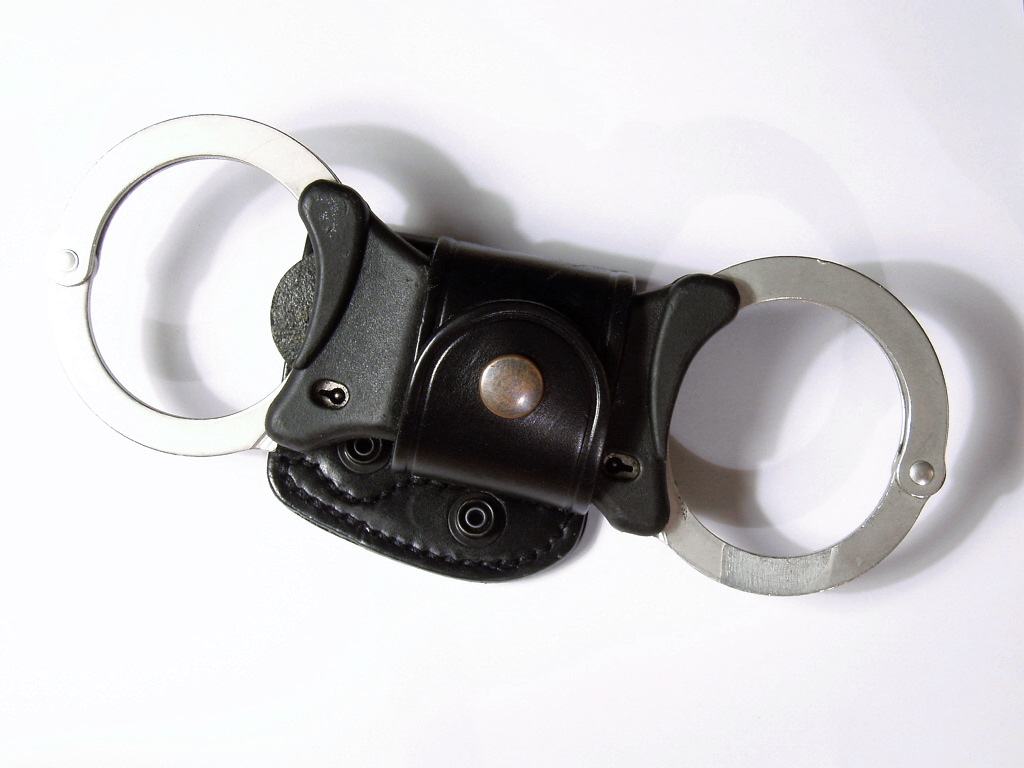
Hiatt Speedcuffs im Holster. Das Modell ist bei den Polizeikräften Großbritanniens im Einsatz.

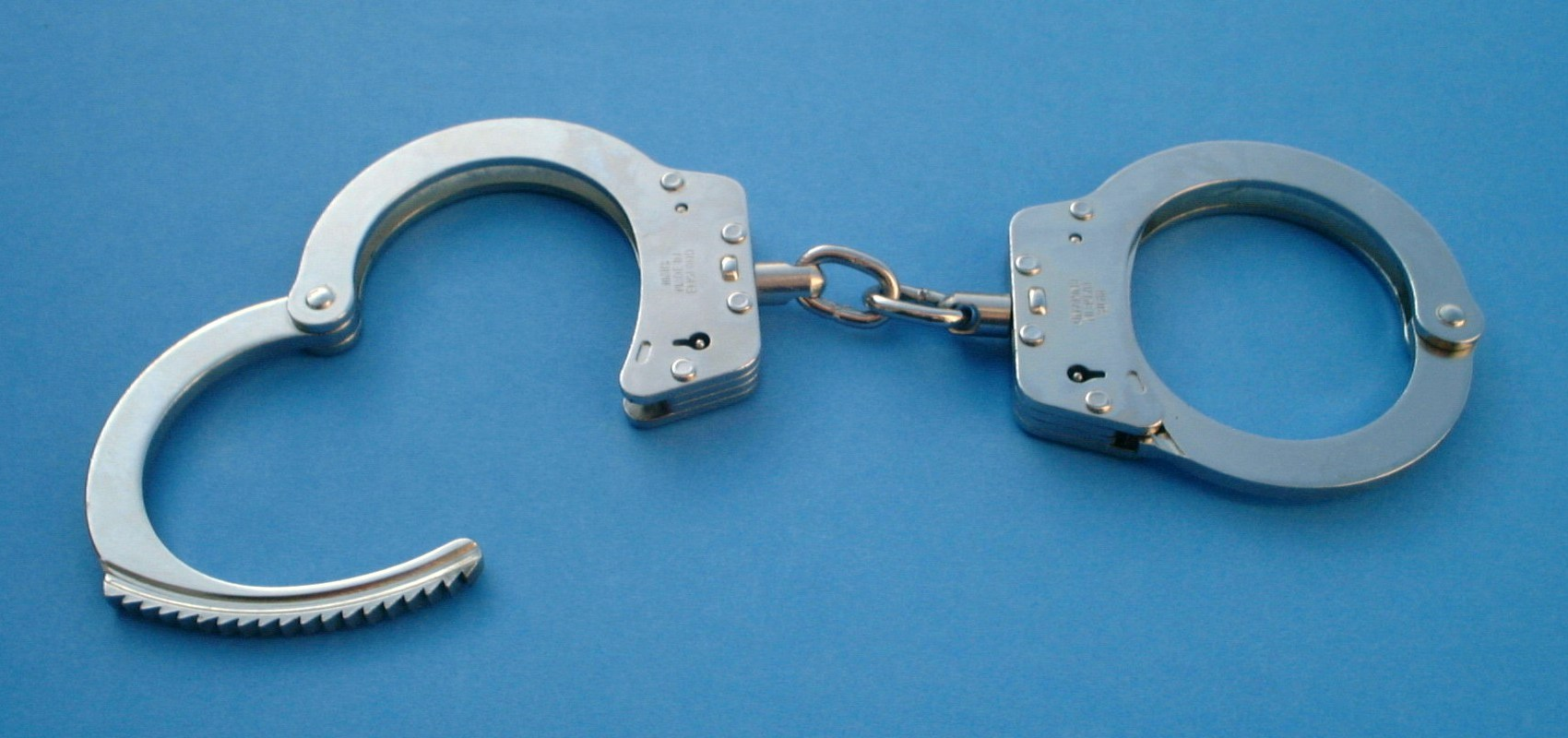
Modell Hiatt-2010 mit zwei Kettengliedern (identische Nachfolgemodelle: TCH-800, Safariland-8112)

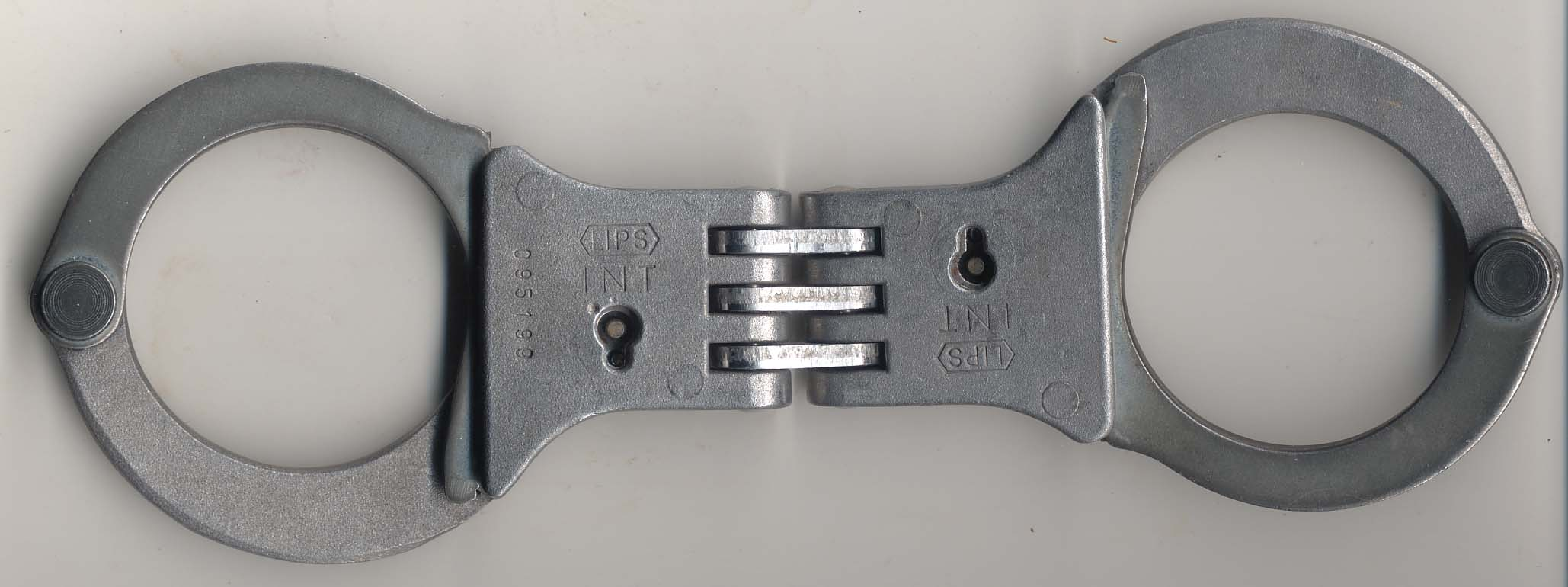
Handschellen der niederländischen Polizei

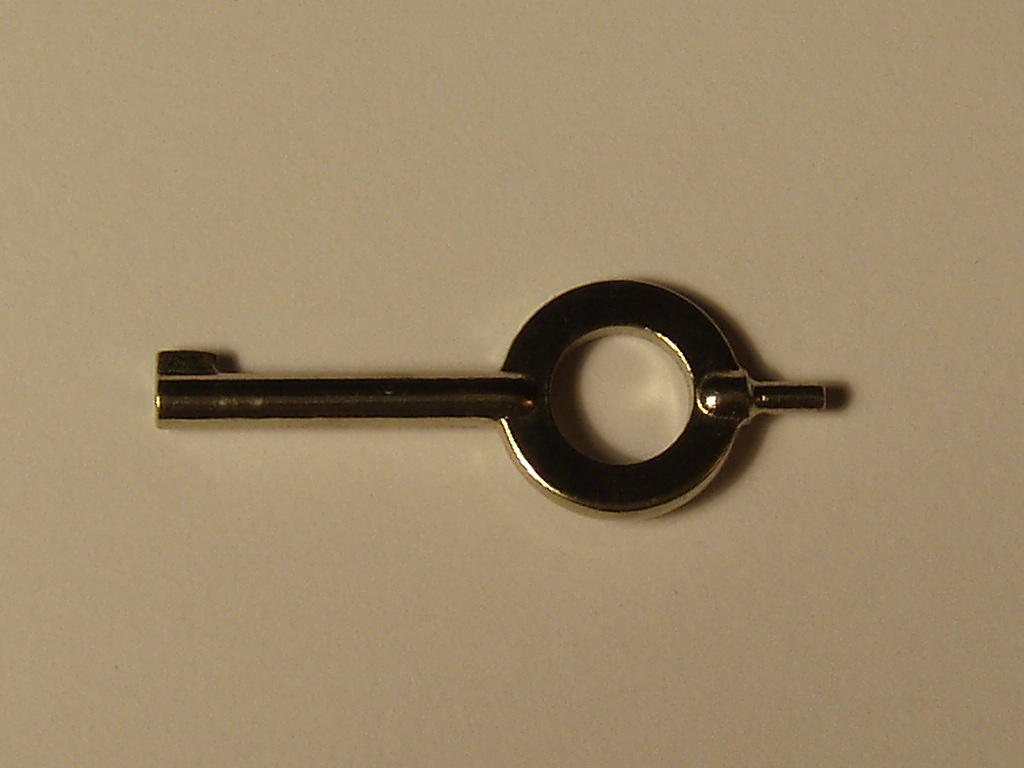
Beispiel eines Standardschlüssels

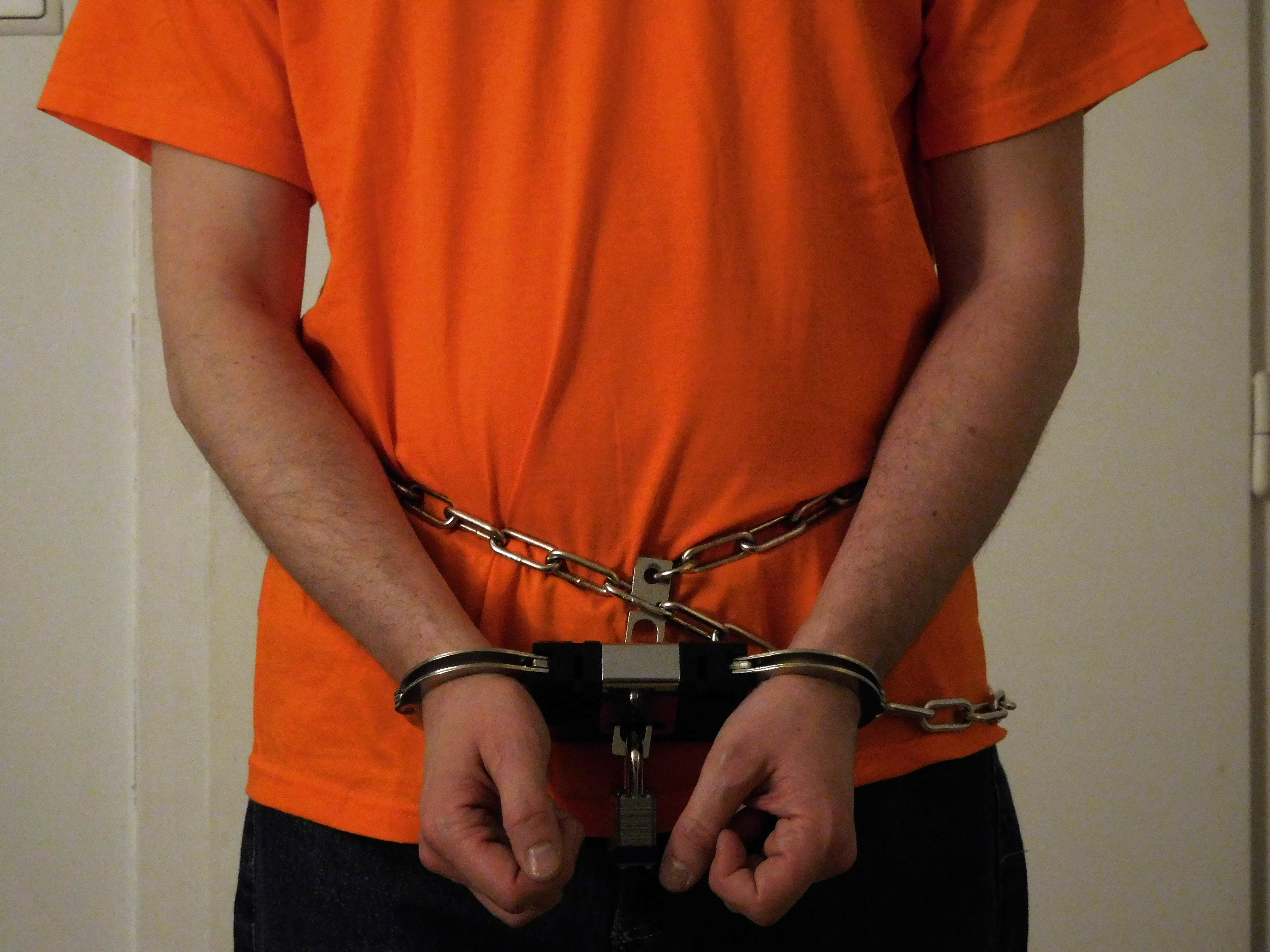
Gefangener in Handschellen mit CTS Thompson blue box security cover, gesichert mit einer Bauchkette und einem Vorhängeschloss

Handschellen für den professionellen Einsatz bei der Polizei, im Strafvollzug und im Sicherheitsbereich weisen in der Regel zwei symmetrische (links-rechts-verschiedene) Schellen auf. Die Verbindung der beiden Schellen wird in standardmäßiger Ausführung mit einer meist aus zwei Gliedern bestehenden Kette hergestellt.
Handschellen mit Kette haben alle Freiheitsgrade (beliebige Stellung der Schellen zueinander), somit verbleibt der gefesselten Person ein gewisser Bewegungsspielraum und Tragekomfort, insbesondere beim Anlegen vor dem Körper.
Bei verschiedenen Modellen (z. B. Ralk) wird zur Minimierung dieses Bewegungsspielraumes standardmäßig ein einzelnes Kettenglied verwendet, bedarfsweise wird auch von anderen Herstellern diese Konfiguration ausgeliefert. Dies vermindert vor allem das Risiko eines eigenmächtigen „Durchsteigens“ insbesondere bei weiblichen Personen mit regelmäßig geringerer Muskel- bzw. Körpermasse und entsprechend höherer Beweglichkeit der Gliedmaßen. Hierbei werden die zunächst hinter dem Rücken gefesselten Hände unter dem Körper oder unter Verdrehung der Arme über dem Kopf nach vorn bewegt. Für bestimmte Anwendungen (stark übergewichtige Personen bzw. Fesselung an Objekte) werden auch Handfesseln mit drei oder mehr Gliedern ausgeliefert (z. B. Peerless Model 700B-6X; TCH Model 820-7L).
Standardmodelle haben nach dem NIJ-Standard einen Mindestdurchmesser von 50 mm und lassen sich von 165 mm bei der engsten Einstellung bis maximal 200 mm bei der weitesten Einstellung öffnen. Diese Abmessungen sind so gewählt, dass Standardhandschellen um die Handgelenke der meisten Personen passen. Dennoch kann es vorkommen, dass Standardhandschellen der zu fesselnden Person nicht passen, wenn diese entweder besonders dünne oder besonders kräftige Handgelenke aufweist. Zur Fesselung entsprechend kräftig gebauter Personen werden von einigen Herstellern Schellen mit vergrößertem Innendurchmesser angeboten, welche zumeist aus regulären Fußfesseln bestehen, die jedoch mit kurzer Verbindungskette ausgeliefert werden (z. B. Smith&Wesson Model 110). Für Personen mit besonders schmächtigen Handgelenken hat die American Handcuff Company (AHC) ihr Modell JN-105 entwickelt. Dabei handelte es sich um ihr Standardmodell N-105, das mit extra breiten Bügeln versehen ist, sodass sich die Fessel insgesamt enger stellen lässt. Dieses auch als Juvenile Handcuff bekannte Modell wurde insbesondere zur Fesselung jugendlicher Straftäter entwickelt. Nach der Schließung von AHC gibt es derzeit kein vergleichbares Modell am Markt. Smith&Wesson hat als M-1 eine Schelle mit besonders geformten Bügeln entwickelt, die sowohl um kräftigere als auch um schmalere Handgelenke passen sollen. Dieses Universalmodell wird als M-1H auch mit Scharniergelenkverbindung hergestellt. Sollten im Einzelfall keine passenden Handschellen zur Verfügung stehen, verwenden die einschreitenden Beamten oft Kabelbinder als Einweghandfessel.
Eine weitere häufig anzutreffende Ausführung weist eine Verbindung über ein Scharnier-Gelenk auf. Handschellen mit Scharnierverbindung (z. B. Schutzmarke Deutsche Polizei) lassen mit nur einem Freiheitsgrad, nämlich dem Kippen um eine Achse (bzw. um zwei parallele Achsen), im Gegensatz zur Kettenverbindung weniger Bewegungsspielraum, da ein Verdrehen der Hände gegeneinander nicht möglich ist. Gelenkhandschellen gelten von daher als relativ sicher, da man sich, wenn sie mit den Schlüssellöchern zum Körper hin angelegt werden, i. d. R. nicht selbst daraus befreien kann, selbst wenn man im Besitz des passenden Schlüssels ist. Die deutsche Militärpolizei (Feldjäger) verwendet z. B. standardmäßig den Typ Alcyon 5020 in dieser Ausführungsvariante. Sonst kommen diese Modelle häufig vor allem im Strafvollzug zum Einsatz.
Gänzlich starre Fesselmodelle sind ebenfalls zu jeder Zeit verwendet worden und gewinnen gegenwärtig im Polizeieinsatz an Bedeutung. Frühe Beispiele sind die so genannten britischen Figure 8-Handschellen bzw. die deutsche Hamburg 8 (Fesselzange) aus dem 19. und frühen 20. Jahrhundert, die in verschiedenen Ländern auch heute noch vereinzelt zum Einsatz gelangen. Aktuell werden verstärkt die modernen Hiatt Speedcuffs (bzw. Nachfolgemodell TCH Rigid Handcuff Model 840) eingesetzt, die z. B. in Großbritannien im täglichen Polizeieinsatz verwendet werden. Starre Handfesseln haben den Vorteil, dass mit ihnen eine größere Hebelwirkung erzielt werden kann als mit Ketten- oder auch Scharniergelenkmodellen. Als Nachteil starrer Handfesseln wird dagegen oft empfunden, dass diese im Vergleich zu Modellen mit Ketten- bzw. Scharnierverbindung relativ sperrig und z. B. am Dienstkoppel schwerer zu verstauen sind. Hiatts hat mit der Ultimate folding rigid handcuff ein starres Handfesselmodell entwickelt, das sich für den Transport in der Mitte zusammenklappen lässt. Bei Bedarf kann es rasch geöffnet werden. Nachdem die Verriegelung des Klappgelenks eingerastet ist, kann dieses nur unter Verwendung eines Handschellenschlüssels wieder zusammengeklappt werden. Aktuell stellt TCH diese Fessel unter der Modellnummer 850 her. Auch andere Hersteller wie ASP haben solche zusammenklappbaren Handfesseln im Programm.
Ansonsten gleiche Modelle können in verschiedenen Material- und Oberflächen-Varianten auftreten, meist werden Versionen mit Nickelbeschichtung und solche aus rostfreiem Edelstahl unterschieden. Für den Einsatz in militärischen Operationen werden meist matt-schwarze oder brünierte Ausführungen verwendet, die Lichtreflexionen unterbinden. Zunehmend werden vor allem im US-Strafvollzug Schellen in unterschiedlichen Farben eingesetzt, z. B. das Modell Peerless 750B, welches u. a. in Pink, Orange, Blau, Gelb und Rot hergestellt wird.
Handschellen werden zusammen mit Fußschellen oder Bauchketten auch im Rahmen von verbundenen Fesselkombinationen z. B. beim Gefangenentransport eingesetzt. Die meisten Handschellen und auch Fußschellen der einzelnen Hersteller verwenden Standardschlüssel, die zwischen unterschiedlichen Exemplaren, auch von verschiedenen Herstellern, austauschbar sind. Ergänzend werden im Strafvollzug zur Sicherung von Gefangenen häufig Vorhängeschlösser verwendet, die ebenfalls mit den regulären Standardschlüsseln zu betätigen sind. Außerdem gibt es Hochsicherheitshandfesseln und entsprechende Fußfessel-Pendants mit individuellen Zylinderschlüsseln, z. B. Modell Peerless 710B.
Insbesondere in den USA sind Sicherheitsverschlüsse aus Hartplastik verbreitet, welche um die Handschellen gelegt und mit einem Metallriegel arretiert werden. Gesichert wird diese Kombination mit einem Vorhängeschloss und gegebenenfalls mit einer Bauchkette. Bekannte Hersteller sind C & S Security Inc. mit der Black Box und CTS Thompson mit der Blue Box. Dies hat den Vorteil, dass die Schlüssellöcher verdeckt sind und die Handschellen nur dann abgenommen werden können, wenn zuvor das Vorhängeschloss geöffnet wird. So wird mit relativ einfachen Mitteln eine ziemlich sichere Fesselung erreicht; Gefangene können die Fesseln nicht selbst lösen, auch wenn sie einen Standard-Handschellenschlüssel besitzen. Ein Nachteil besteht aber darin, dass die Bewegungsfreiheit empfindlich eingeschränkt wird und die Fesseln aufgrund der unnatürlichen Haltung der Arme rasch zu schmerzen beginnen. Der Einsatz solcher Sicherheitsverschlüsse wird daher gelegentlich unter dem Aspekt des Verbots grausamer und unmenschlicher Behandlung diskutiert.
Zudem existiert mindestens eine für den professionellen Einsatz hergestellte historische Halsschelle. Sie wurde von Bean aus den USA Anfang des 19. Jahrhunderts auf den Markt gebracht. Der Hersteller bewirbt sie in einem Katalog als „humanere Alternative zur herkömmlichen Zwangsjacke“; die Halsschelle wurde hier zusätzlich durch kurze Ketten mit zwei Bean-Handschellen verbunden. Ebenfalls zu findende Daumenschellen werden im professionellen Bereich aufgrund des hohen Verletzungsrisikos nicht verwendet und sind im BDSM-Bereich zu verorten.
Geläufige Hersteller von Handschellen für den professionellen Einsatz sind Smith & Wesson, Peerless, Alcyon, Clejuso (Clemen & Jung, Solingen), Safariland (früher Hiatt), TCH (Total Control Handcuffs – Modelle von Hiatt), Walther (Carl Walther GmbH) und Ralkem.

## Merkmale

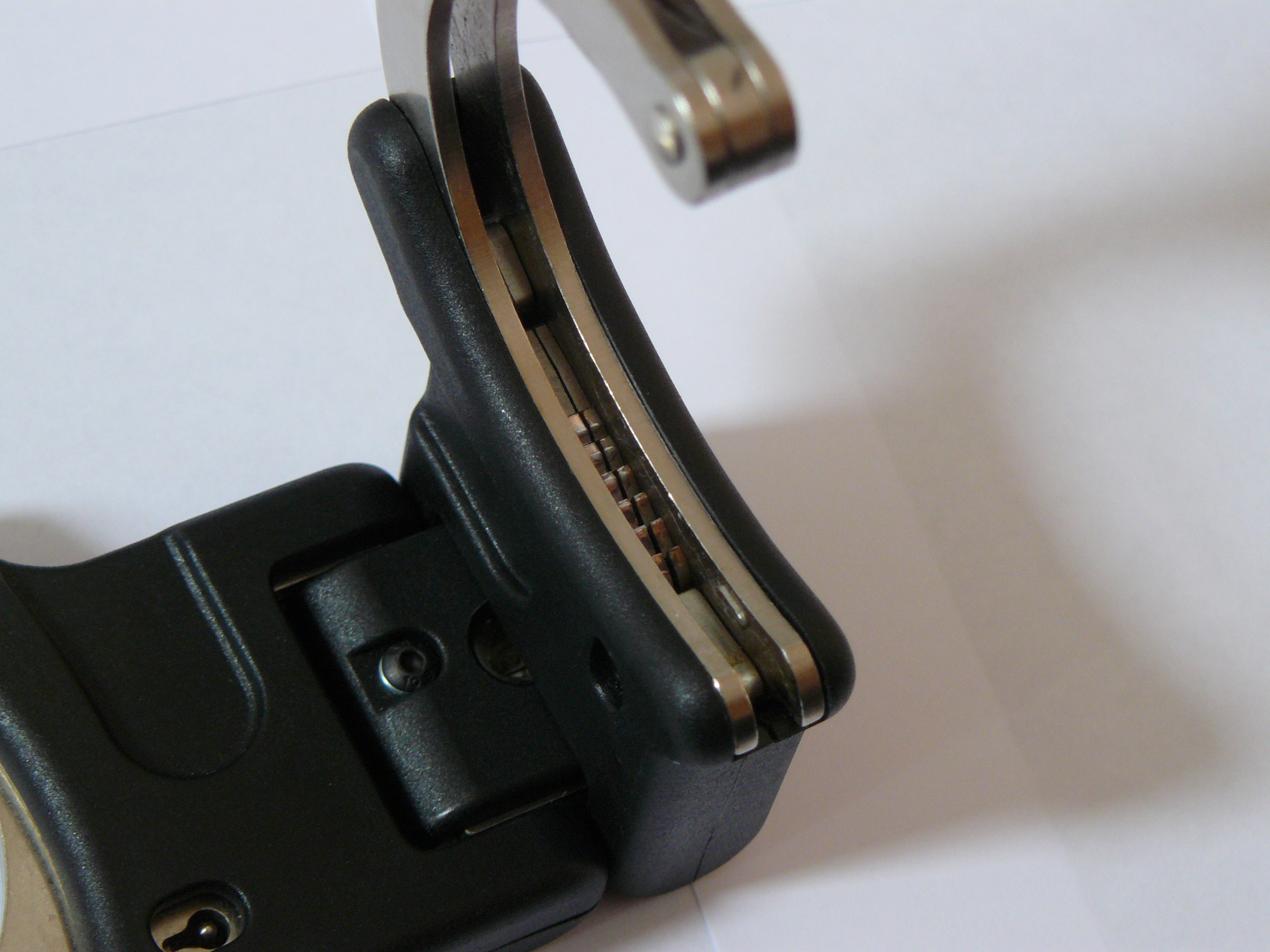
Modell TCH-850 mit sechszähniger Ratsche auf – wie gefordert – drei parallelen Schlossfallen (zwei davon sichtbar)

Moderne Handschellen weisen meistens folgende Eigenschaften auf:
- Mehrzähnige – teils auch mehrreihige – Ratsche (Sperrklinke), die entsprechend meist in mehrere Zähne des Bügels gleichzeitig greift, was die Sicherheit erhöht oder die Spanne der Verstellmöglichkeiten vergrößert.
- Mit Drehlagern befestigte Kette (bei entsprechenden Modellen), sodass die beiden Schellen beliebig gegeneinander rotieren und die Kettenglieder nicht verkanten können. Dadurch muss bei der Anwendung nicht auf entsprechend richtige Lage geachtet werden.
- Eine Vorrichtung zur manuellen Arretierung der Schellen nach dem Anlegen (sog. Doublelock) verhindert, dass sie sich weiter zuziehen (im Bild oben „Schließsperre“). Dies verhindert eine Verletzung des Gefangenen, sei es durch unbeabsichtigtes weiteres Zuziehen, etwa beim Versuch, die Handschellen abzustreifen, oder auch absichtlich, um die ausführende Person wegen Körperverletzung belangen zu können. Ein Nachteil dieser Arretierung ist, dass die Handschellen bei (versehentlicher oder unbefugter) Aktivierung in Ruheposition nicht ohne Verzögerung einsatzbereit sind. Die Arretierung kann meist ohne Schlüssel aktiviert und muss stets mit Hilfe des Schlüssels vor dem eigentlichen Lösen der Sperrklinke deaktiviert werden.

## Anwendungsbereich

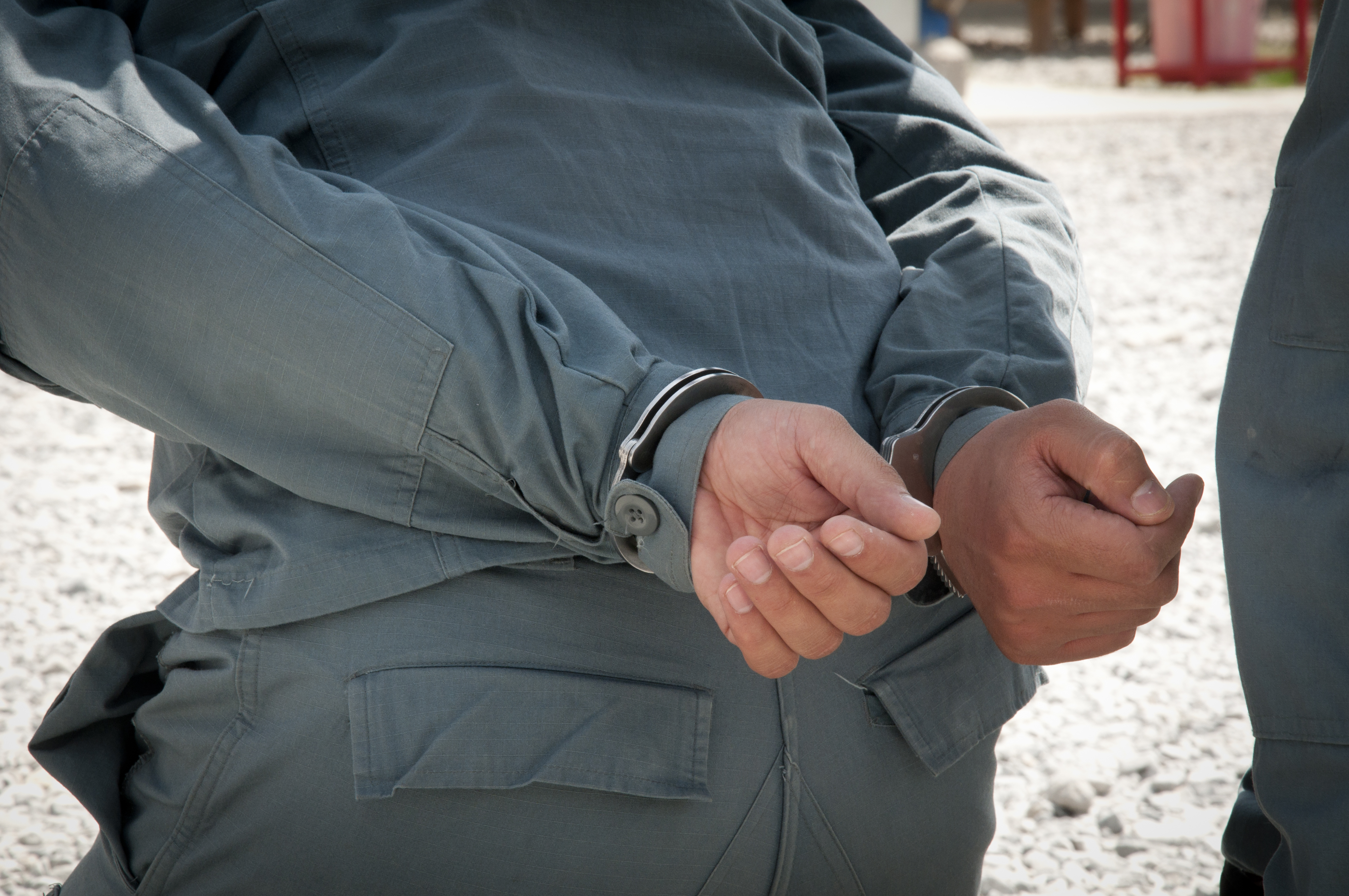
Handschelleneinsatz während einer Polizeiübung

Handschellen werden im Rahmen des Personengewahrsams von der Polizei, im Strafvollzug, von Zollbehörden und privaten Wachdiensten verwendet. Sie kommen meist bei der Durchführung von Festnahmen, Verbringungen und Überführungen als unmittelbarer Zwang zum Einsatz, welches überwiegend der Eigensicherung vor potentiellen Übergriffen sowie der Unterbindung eigenmächtigen Handelns der in Gewahrsam befindlichen Person dient. Der private Besitz von Handschellen ist im Gegensatz zu den meisten Waffen in Deutschland nicht verboten, da keine unmittelbare Gefahr der Schädigung von Leib und Leben im Nahbereich oder aus der Distanz gegeben ist. Handschellen werden auch bei besonderen sexuellen Praktiken (BDSM) verwendet.
Das Obergericht von Namibia entschied im Juli 2020, dass der Einsatz von Handschellen „grausam, entwürdigend und unmenschlich“ und deshalb verfassungswidrig sei.

### Festnahmen
Bei Festnahmen unter Zuhilfenahme von Handschellen ist das Verhältnismäßigkeitsprinzip zu beachten. Der Einsatz von Handfesseln wird jedoch nach gängiger Rechtsprechung jedenfalls aufgrund der stets gebotenen Eigensicherung der die Maßnahme durchführenden Person als grundsätzlich verhältnismäßig angesehen. In einigen Bereichen, beispielsweise im Rahmen des Strafprozesses, kann die Anwendung von Handschellen vorgeschrieben sein oder vom Richter angeordnet werden. Eine Festnahme unter Verwendung von Handschellen ist auch durch Privatpersonen bei entsprechend vorliegenden Voraussetzungen (siehe Jedermann-Festnahme) grundsätzlich zulässig, kann jedoch unter Umständen den Straftatbestand der Freiheitsberaubung erfüllen.
In Österreich bestimmt § 26 Absatz 2 Anhalteordnung, dass es zulässig ist, einem Festgenommenen Handfesseln anzulegen, wenn auf Grund bestimmter Tatsachen die Gefahr besteht, der Betroffene werde 1.) sich selbst oder andere gefährden; 2.) fremde Sachen nicht nur geringen Wertes beschädigen; 3.) flüchten; 4.) eine Amtshandlung, an der er mitzuwirken hat, zu vereiteln versuchen. Fluchtgefahr wird gemäß § 26 Absatz 3 Anhalteordnung vermutet, wenn der Festgenommene im Verdacht der Begehung eines Verbrechens im Sinne von § 17 Strafgesetzbuch steht oder bei Ausführungen oder Überstellungen eine für die Flucht günstige Situation nützen könnte und nicht besondere Gründe einen Fluchtversuch unwahrscheinlich machen.

### Strafvollzug

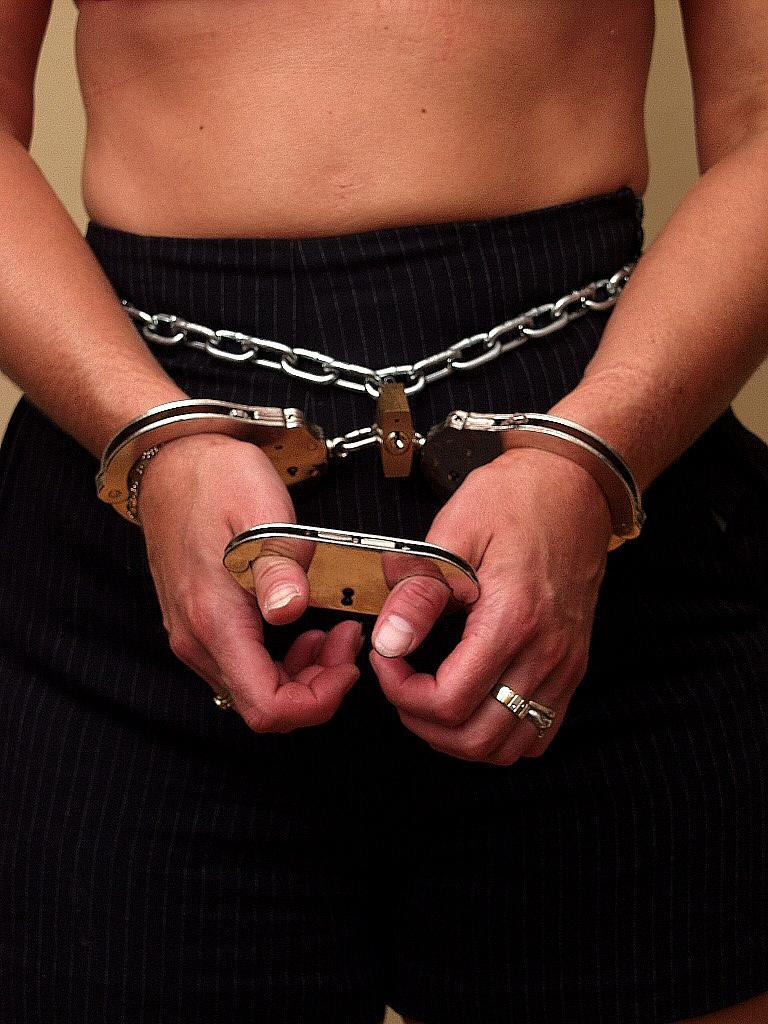
Handschellen mit Bauchkette und Daumenschellen im Bondage-Einsatz

Im deutschen Recht ist der Einsatz von Handschellen im Strafvollzug in § 90 Strafvollzugsgesetz (StVollzG) geregelt (Wortlaut: „In der Regel dürfen Fesseln nur an den Händen oder an den Füßen angelegt werden. Im Interesse des Gefangenen kann der Anstaltsleiter eine andere Art der Fesselung anordnen. Die Fesselung wird zeitweise gelockert, soweit dies notwendig ist.“). Die Entscheidung über das Anlegen von Handschellen liegt in diesem Fall im Ermessen der Bediensteten, wobei wiederum das Verhältnismäßigkeitsprinzip zu beachten ist. Auch im Strafvollzug wird aufgrund der gebotenen Eigensicherung der Gebrauch von Handschellen als grundsätzlich verhältnismäßig angesehen.
In Österreich regelt § 103 Strafvollzugsgesetz (StVG) als besondere Sicherheitsmaßnahme auch das Anlegen von Fesseln. Fesseln dürfen einem Strafgefangenen nach § 103 Abs. 3 StVG außer bei Ausführungen und Überstellungen nur angelegt werden, wenn er Gewalttätigkeiten gegen Personen oder Sachen, Selbstmord oder Flucht androht, vorbereitet oder versucht hat, die ernste Gefahr einer Wiederholung oder Ausführung besteht und andere Sicherheitsmaßnahmen den Umständen nach nicht möglich sind oder nicht ausreichen. Die Fesseln sind an den Händen, wenn aber sonst der Zweck der Fesselung nicht erreicht werden kann, auch an den Füßen anzulegen.

### BDSM
Handschellen finden auch im Rahmen von BDSM Verwendung, insbesondere bei Bondage-Aktivitäten. Die unsachgemäße Anwendung birgt von allem in diesem Kontext erhebliche Risiken und kann unter anderem zu Verletzungen und dauerhaften Nervenschäden führen, insbesondere wenn minderwertige Fesseln verwendet werden, die nicht den gängigen Sicherheitsstandards entsprechen.
Neben der konkreten praktischen Anwendung werden Handschellen auch ikonografisch, teilweise in Miniaturausführung, als Ketten- oder Schlüsselanhänger verwendet.

## Anwendungsvarianten
Der Zielperson werden in der Regel beide Hände aneinander geschlossen:
- Vor dem Körper (auf dem Bauch), sodass durch die natürliche Stellung der Hände ein erheblicher Aktionsradius verbleibt, vor allem bei Verwendung von Handschellen mit der häufig verwendeten zweigliedrigen Verbindungskette. Nach Möglichkeit sollten die Handschellen daher bei einem Schließen vor dem Körper zusätzlich mit einer Bauchkette oder einem Fesselgurt fixiert werden.[17] Auch bei der Verwendung von Hand-Fußfesselkombinationen können wegen der damit einhergehenden Bewegungseinschränkung die Hände vor dem Körper geschlossen werden. Ansonsten sollten – insbesondere bei Festnahmen – die Hände aus Sicherheitsgründen möglichst auf dem Rücken geschlossen werden; dies entspricht der Praxis der Polizei in den USA[18] und zunehmend auch in Deutschland und Österreich.
- Hinter dem Körper (auf dem Rücken), sodass Arme und Hände außerhalb ihres natürlichen Bewegungsbereiches in ihrer Position weitgehend fixiert sind und der gefesselten Person ein nur minimaler Aktionsradius verbleibt. Wegen der Anatomie des Schultergelenks können die Arme hierbei nur wenig über den Rücken hinaus bewegt werden. Die effektive Bewegungsfreiheit für eigenmächtiges Handeln oder Gegenwehr ist auf diese Weise bereits weitgehend aufgehoben. Der Aktionsradius kann jedoch noch weiter verringert werden, indem die Handflächen der gefesselten Person bei der Fesselung nach außen gedreht werden. Um ein Manipulieren der Schlüssellöcher durch die gefesselte Person zu erschweren, sollten die Schlüssellöcher nach oben zeigen.[19] Je nach Position des Gegenübers können im Wesentlichen drei verschiedene Taktiken unterschieden werden, um einer Person Handschellen hinter dem Rücken anzulegen:[20] Anlegen von Handschellen stehend nach vorne gebeugt

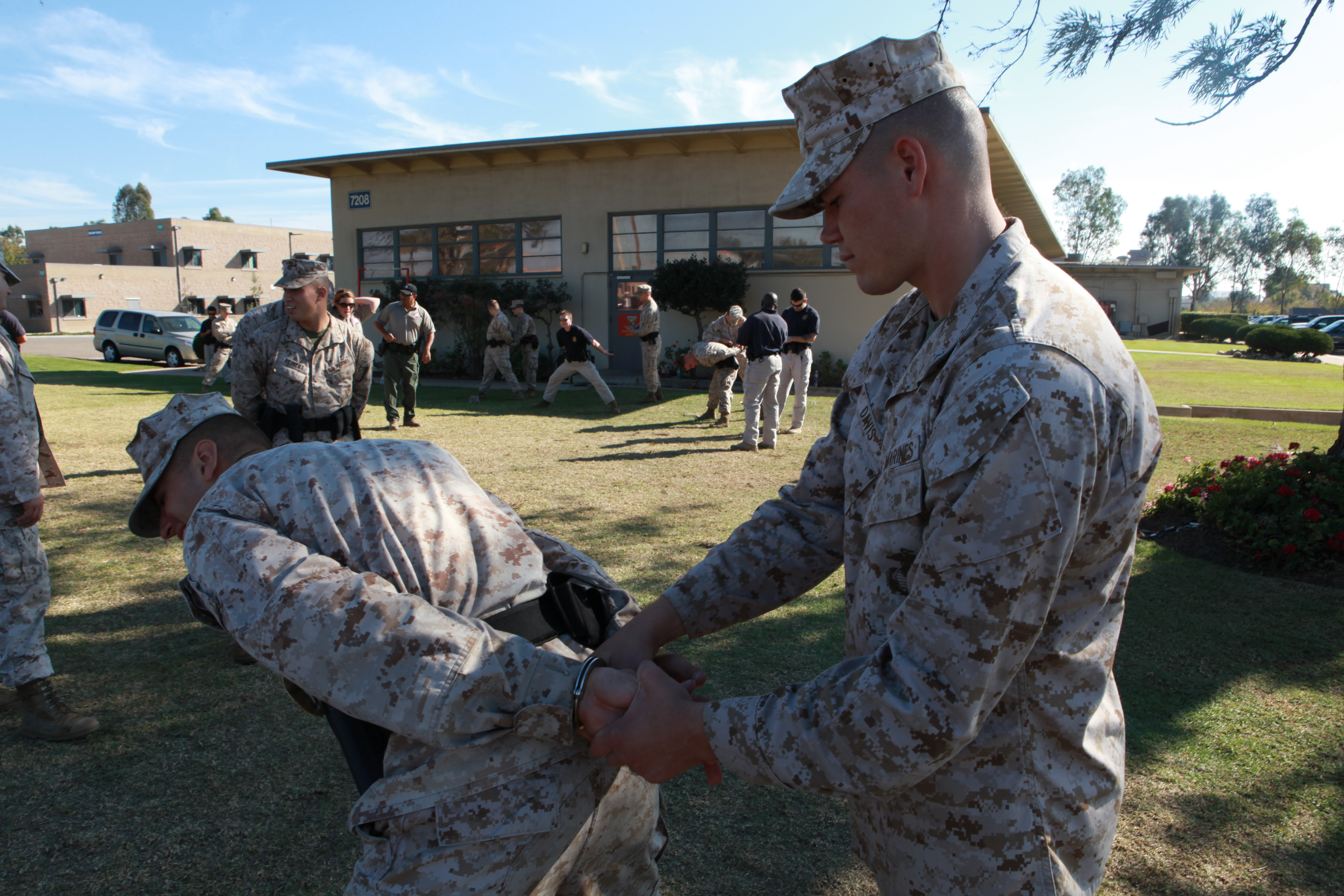
Anlegen von Handschellen stehend nach vorne gebeugt

  1. Stehend: Das Gegenüber muss sich umdrehen und die Hände auf den Rücken nehmen. Mit einer Hand werden dann die Hände des Gegenübers fixiert, mit der anderen Hand die Handschellen angelegt. Alternativ kann dem Gegenüber auch befohlen werden, die Hände hinter dem Kopf zu verschränken. Diese Position minimiert das Risiko, vom Gegenüber während des Anlegens der Fesseln angegriffen zu werden. Dieses Risiko kann weiter minimiert werden, wenn sich das Gegenüber nach vorne beugen muss (z. B. auf eine Motorhaube) oder im Stehen mit dem Gesicht zu einer Wand positioniert wird.[21]
  2. Kniend: Das Gegenüber muss sich mit erhobenen Händen langsam auf den Boden knien und die Beine überkreuzen. Dann soll das Gegenüber die Hände am Rücken oder im Genick verschränken.[22] Diese Position minimiert die Angriffsmöglichkeiten im Vergleich zur stehenden Position weiter und kommt insbesondere bei der Festnahme von potenziell gewalttätigen Personen zum Einsatz.Anlegen von Handschellen im Knien

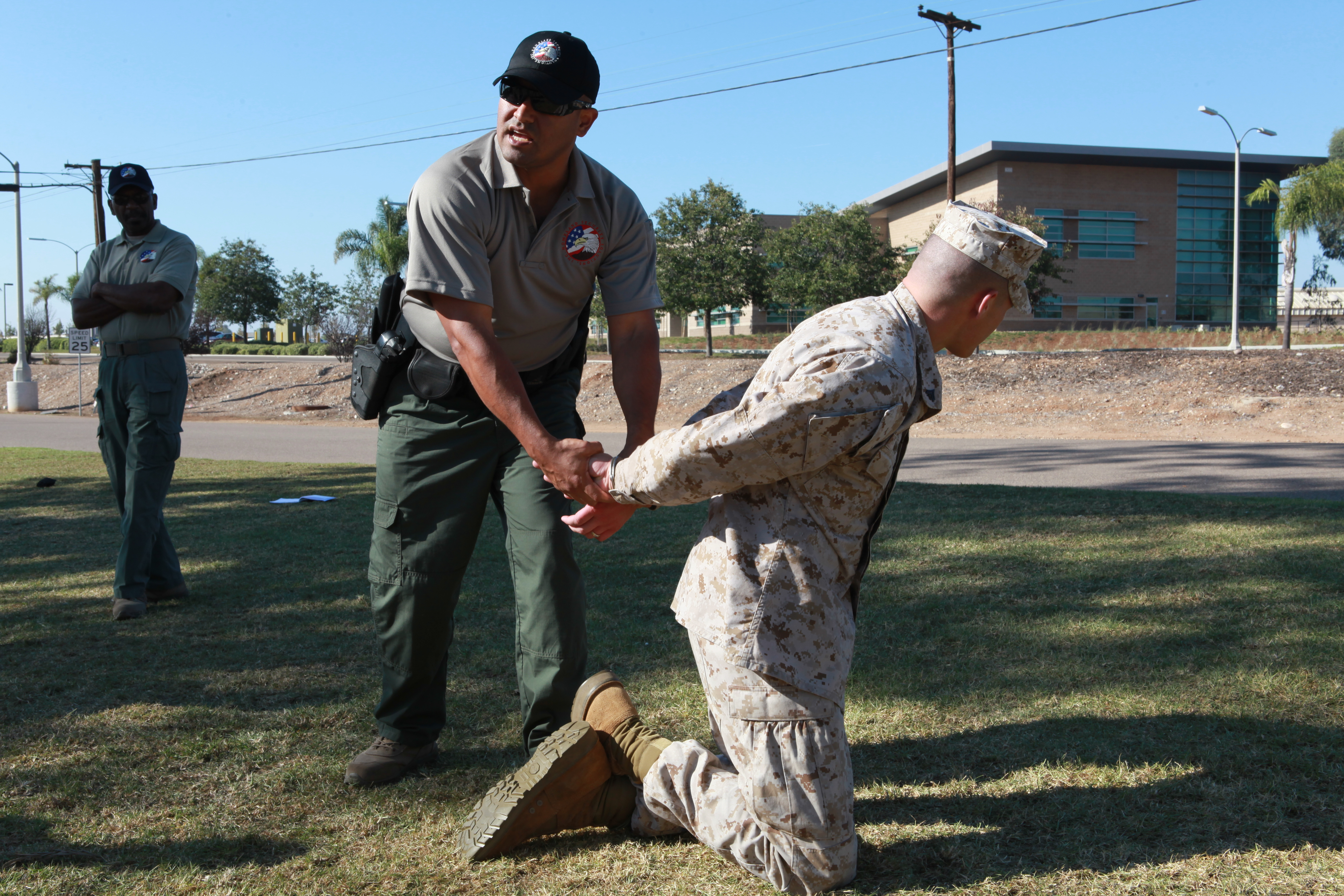
Anlegen von Handschellen im Knien

  3. Liegend: Das Gegenüber muss sich flach auf den Bauch legen und Arme wie Beine zur Seite strecken oder wird – insbesondere bei Gegenwehr – vom Einschreiter zu Boden gebracht und dann in Bauchlage fixiert. Nach dem Fixieren in Bauchlage wird ein Arm mittels Streckhebel ergriffen und die Handschelle um das jeweilige Handgelenk gelegt. Nach dem Schließen des einen Handgelenks wird sodann die Handschelle ums andere Handgelenk geschlossen.[23] Beim Anlegen von Handschellen in der liegenden Position kann vergleichsweise die meiste Kontrolle über das Gegenüber ausgeübt werden. Im Liegen werden daher insbesondere Personen geschlossen, die unkooperativ, gewalttätig oder bewaffnet sind.[21]Anlegen von Handschellen im Liegen

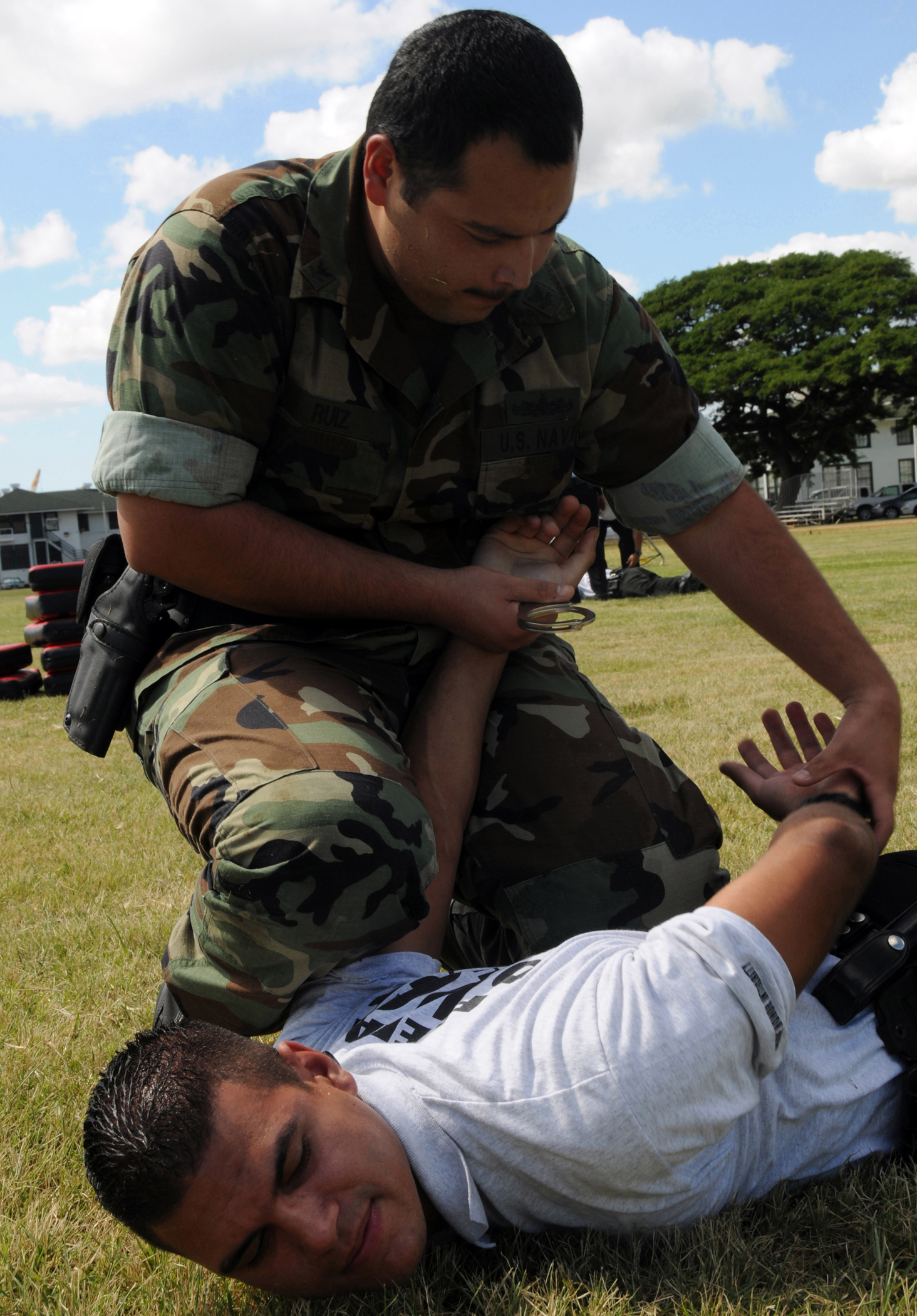
Anlegen von Handschellen im Liegen

- Über dem Kopf (unter Befestigung der Schellen an einen festen Gegenstand), sodass für Bewegungen des Körpers insgesamt umso weniger Aktionsradius verbleibt, je weiter die Arme hierbei nach oben hin ausgestreckt sind. Die räumliche Fortbewegungsfreiheit der Zielperson ist in dieser Variante vollständig aufgehoben.

Eine weitere Einschränkung der effektiven Bewegungsfreiheit kann bei den ersten beiden Varianten zum einen stets durch Verwendung von starren Schellen, Gelenkschellen oder Handschellen mit nur einem Kettenglied erreicht werden, sowie durch zusätzliche Verwendung von Fußschellen, Bauchketten oder verbundene Fesselkombinationen. In der dritten Variante kann dies durch vollständige Streckung der Arme und zusätzliche Sicherung durch enge Fußfesseln (sog. Hobble-Schellen, z. B. CTS-Thompson Model 9108 XOS) geschehen, die zur weiteren Steigerung ebenfalls an einem Gegenstand befestigt werden können. Die gefesselte Person kann auf diese Weise auch im Zehenstand gesichert werden, um Bewegungen des Körpers nahezu vollständig zu unterbinden. Dies sollte wegen der Gefahr von Schädigungen des Bewegungsapparates (sog. Arrestantenlähmung, siehe unten) bei Ermüdung der gefesselten Person jedoch nur über einen begrenzten Zeitraum sowie unter durchgehender Aufsicht erfolgen.
Weiterhin kann die Bewegungsfreiheit der Arme und Hände vor allem bei der Fesselung auf dem Rücken praktisch vollständig aufgehoben werden, indem die gefesselte Person zusätzlich durch eine oder zwei Aufsichtspersonen in einem Haltegriff geführt wird. Dies kann zum einen erfolgen, indem hierzu die Handfessel selbst durch eine Aufsichtsperson festgehalten wird, wie dies vor allem bei starren Modellen (Rigid-Cuffs) häufig gehandhabt wird. Alternativ kann bei Modellen mit einem oder mehreren Kettengliedern als Verbindungselement z. B. eine kurze Führungskette mit Griff zur Anwendung kommen, die dort etwa mit einem arretierbaren Karabinerhaken oder Vorhängeschloss befestigt wird. Die gefesselte Person kann zum anderen auch an einem oder bei zwei Aufsichtspersonen an beiden Armen in einer Weise im Haltegriff geführt werden, sodass der Bewegungsspielraum der Arme und Hände nahezu aufgehoben ist. Die Sicherung durch Handschellen in beschriebener Weise wird in der Praxis häufig dadurch weiter erhöht, dass der Zielperson zusätzlich Fußschellen angelegt werden, welche die maximal mögliche Schrittlänge für die betreffende Person begrenzen.
Die Zielperson kann zudem mit einer oder beiden Händen an einem geeigneten festen oder schweren Gegenstand befestigt werden. Die räumliche Fortbewegungsfreiheit der Zielperson kann in jeder Anwendungsvariante dadurch aufgehoben werden, dass beide Hände hinter einem festen Gegenstand verschlossen werden (z. B. Gitterwand, Mast, Baum), wobei die Arme diesen umschließen. Dies ist in gleicher Weise bei einer Fesselung der Füße mit demselben Ergebnis möglich.
Ferner können zwei Zielpersonen an je einer Hand miteinander verbunden werden: an zwei verschiedenen Händen oder, um die Bewegungsfreiheit zusätzlich einzuschränken, an zwei gleichen Händen. Sind mehrere Schellenpaare vorhanden, können mehrere Zielpersonen auch mit ineinander geschlungenen Armen miteinander verbunden werden.
Eine Sicherung an die festnehmende oder führende Person wird in der professionellen Anwendung in der Regel nicht durchgeführt, da dies stets eine erhebliche Gefährdungslage für diese hervorrufen kann, etwa durch einen unvermittelten Sprung der Zielperson bei einem Fluchtversuch oder mit suizidaler Absicht.
Häufig bei Festnahmen oder im Strafvollzug vieler Länder anzutreffen ist die sogenannte Hogtie-Fesselung, bei der die Zielperson mittels Hand- und zusätzlicher Fußschellen gesichert wird. Hierbei werden die Hände und Füße hinter dem Rücken eng verbunden, sodass die Beine angewinkelt sind. Die Zielperson ist hiermit in der körperlichen Bewegungsfreiheit sehr weitgehend eingeschränkt; die räumliche Fortbewegungsfreiheit ist auch ohne Sicherung an einen festen Gegenstand praktisch aufgehoben. Weiterhin kommt in der polizeilichen Praxis sowie im Strafvollzug die ähnlich gelagerte Hobble-Fesselung zum Einsatz, wobei beide Begriffe häufig synonym verwendet werden. Hierbei werden der Zielperson zunächst Handschellen hinter dem Rücken sowie enge Fußschellen („Hobble“-Schellen, s. o.) angelegt. Die Fußfessel wird hiernach mit einem längeren Gurt (Police Hobble Strap) in einer Weise gesichert, dass dieser z. B. unter einer Zellentür durchgezogen und auf der anderen Seite befestigt wird. Die praktische Wirkung ist mit der des Hogtie vergleichbar.

## Gefahren
Die Anwendung von Handschellen kann, vor allem im Bereich der Handgelenke, zu Nervenschädigungen führen. Insbesondere bei einer dauerhaften Zuglast oder bei einem zu engen Anlegen der Vorrichtung können Verletzungen eintreten, die in der aktuellen Situation häufig nicht bemerkt werden und zu monatelangen, wenn nicht sogar dauerhaften Schäden führen können. Besonders häufig sind die Nerven des Daumens betroffen, deren Schädigung zumeist mit dem Gefühl von Taubheit einhergeht.

## Behördliche Anforderungen
Für deutsche Behörden existiert seit 2004 eine technische Richtlinie für Handfesseln, die Anforderungen zu Material, Ausführung, Festigkeit, Sicherheit, Verschleiß und mehr enthält. Darin sind die Zug- und Torsionsfestigkeit, die Spanne der möglichen Innen- sowie die Außenmaße, Garantie, die Anzahl der Zuhaltungen, die Ausführung und die Zugänglichkeit des Schlosses, Prüfverfahren und mehr vorgeschrieben. Auf internationaler Ebene gilt zudem der US-amerikanische NIJ-Standard 1001.00. (September 2014). Diverse Handschellen-Hersteller produzieren ihre Fesseln nach dessen Richtlinien.